# Erwin Böhme

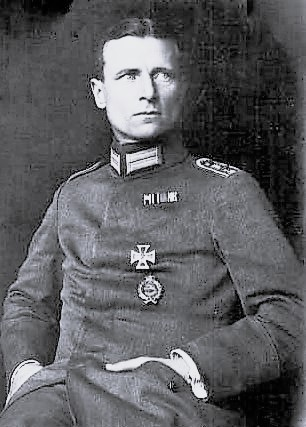
Erwin Böhme auf einer Postkarte um 1917

Erwin Böhme (* 29. Juli 1879 in Holzminden; † 29. November 1917 über Zonnebeke, Belgien) war ein deutscher Ingenieur und Jagdflieger im Ersten Weltkrieg.

## Leben

### Ingenieur
Böhme wuchs in einer Familie mit fünf Geschwistern auf. Er war ein talentierter und begeisterter Sportler und betätigte sich u. a. als Schwimmer, Ski- und Schlittschuhläufer und Bergsteiger. Nach dem Abitur auf dem Gymnasium in Holzminden besuchte er die Technische Fachschule in Dortmund und absolvierte 1902 sein Staatsexamen. Danach war er als Ingenieur bei verschiedenen Unternehmen in Elberfeld und von 1904 bis 1909 in Zürich und Biel tätig, wobei er zugleich durch alpinistische und sportliche Erfolge auf sich aufmerksam machte; u. a. gewann er 1905 die Schwimmmeisterschaft über den Zürichsee über drei Kilometer in 52:40 Minuten.
1909 ging Böhme in die damalige deutsche Kolonie Deutsch-Ostafrika und übernahm dort im Auftrag der Firma Adolf Bleichert & Co. die Bauleitung der (bereits größtenteils fertiggestellten) Usambara-Luftseilbahn; es handelte sich um eine recht anspruchsvolle Aufgabe, war doch die rund neun Kilometer lange Seilbahn mit einer Steigung von bis zu 86 % die bis dahin steilste der Welt. Sie wurde gebaut im Auftrag des Plantagenunternehmens Wilkins & Wiese, das auch die Gewinnung von Zedernholz aus den Usambarabergen betrieb; hierfür war in 2000 Meter ü. d. M. der Ort Neu-Hornow gegründet und dort ein großes Sägewerk errichtet worden. Zweck der neuen Seilbahn war der Transport von Schnittholz, Balken und ganzen Stämmen zu einer 1435 Meter tiefergelegenen Station der Usambarabahn. Böhme meisterte seine Aufgabe erfolgreich, und 1910 konnte die Bahn in Betrieb genommen werden. Böhme blieb auch danach zunächst für seinen Arbeitgeber in Afrika.

### Jagdflieger
Bei Ausbruch des Ersten Weltkriegs 1914 war Böhme gerade auf Dienstreise in Deutschland und plante einen Bergurlaub in der Schweiz, gab dies jedoch auf und meldete sich umgehend freiwillig bei seinem Gardejäger-Regiment, bei dem er 1899 seinen Wehrdienst abgeleistet hatte. Er bat dann allerdings um Versetzung zur Fliegertruppe. Seinem Wunsch entsprechend, wurde er im Herbst 1914 zur Pilotenausbildung nach Lindenthal und später nach Döberitz abkommandiert. Nachdem er den Pilotenlehrgang als Bester abgeschlossen hatte, wurde er gegen seinen Willen für ein Jahr als Fluglehrer in Leipzig-Mockau eingesetzt. Er wollte aber unbedingt an die Front versetzt werden, und so erfolgte im Dezember 1915 der Wechsel zur Kampfstaffel 10, die von Hauptmann Wilhelm Boelcke (dem Bruder des damals bekanntesten deutschen Jagdfliegers Oswald Boelcke) kommandiert wurde. Seine Staffel wurde an der Westfront eingesetzt und beteiligte sich u. a. an der Schlacht von Verdun. Böhme flog in dieser Zeit verschiedene Albatros-Typen (auch Zweisitzer) sowie Roland C. Seinen ersten Luftkampf bestand Böhme im März mit zwei französischen Farmans und einer Nieuport Scout. Ihm sollten in der nächsten Zeit zahlreiche weitere folgen. Im Mai 1916 wurde Böhme zum Leutnant der Reserve befördert, ehe seine Einheit im darauffolgenden Monat nach Kowel an die Ostfront verlegt wurde, wo er nun gemeinsam mit dem noch unbekannten Manfred von Richthofen flog. Am 2. August 1916 erzielte Böhme seinen ersten Luftsieg; sein Gegner war das lettisch-französische Fliegerass Edwards Pulpe, der im Kampf tödlich verwundet wurde. Im August 1916 wurde Böhme, gemeinsam mit Manfred von Richthofen, von Oswald Boelcke für die neu aufgestellte Jagdstaffel 2 ausgewählt. Seit September 1916 an der Westfront eingesetzt, machte sich diese Einheit aufgrund ihrer Erfolge bald bei Freund und Feind einen Namen, und auch Böhme trug durch Abschüsse dazu bei. Mit Boelcke verband ihn bald eine enge Freundschaft.
Am 28. Oktober 1916, während eines Massenluftgefechtes, streifte Böhme mit seinem Fahrwerk bei hoher Geschwindigkeit Boelckes Maschine am Oberflügel, nachdem sich unmittelbar zuvor beide Maschinen im toten Winkel zueinander befunden hatten. Die eigentlich nur leichte Berührung erwies sich als verhängnisvoll, denn Boelckes Maschine verlor die linke Außenpartie des Oberflügels, dessen Stoffbespannung überdies teilweise zerriss. Während Böhme seine an der Unterseite beschädigte Maschine nach einigen hundert Metern Sturzflug wieder unter Kontrolle bekommen konnte, trudelte das Flugzeug seines Freundes unkontrollierbar zu Boden; Boelcke starb beim Aufschlag. Die Tragödie machte Böhme für den Rest seines Lebens zu schaffen.
Er verrichtete allerdings weiterhin seinen Dienst bei der Jasta und errang weitere Luftsiege. Am 12. Februar 1917 wurde Böhme bei seinem zwölften Abschuss von einer Pistolenkugel am Arm getroffen, was einen längeren Lazarettaufenthalt zur Folge hatte. Am 8. April 1917 als geheilt entlassen, wurde Böhme nochmals bis Anfang Juli die Aufgabe eines Fluglehrers zugeteilt, und zwar in Valenciennes. Schließlich wurde er am 2. Juli 1917 zum Führer der Jagdstaffel 29 in der Nachfolge von Kurt Wolff ernannt, der kurz zuvor Richthofen als Führer der Jasta 11 abgelöst hatte. Am 10. August 1917 wurde Böhme erneut verwundet, diesmal an der rechten Hand. Nach eigenem Bekunden hatte er das Leben seines bereits besiegten Gegners schonen wollen, war aber von ihm nochmals beschossen worden.

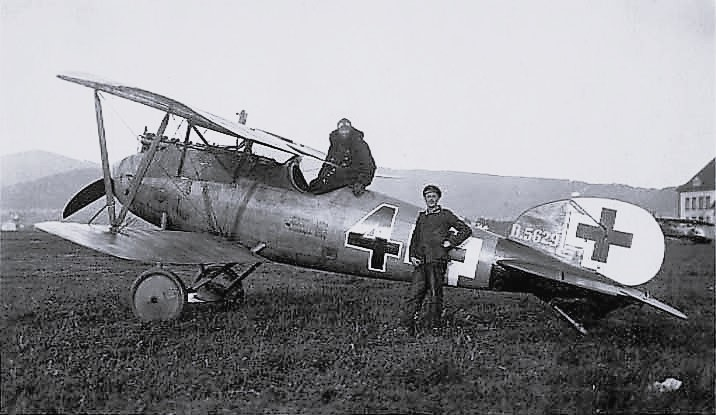
Eine Albatros D Va, der von Böhme zuletzt geflogene Flugzeugtyp

Am 18. August 1917 übernahm er die Führung der Jagdstaffel 2 „Boelcke“ bei der 4. Armee in Flandern. Am 23. September 1917 fiel ein weiterer seiner engen Freunde, Werner Voß, in einem ungleichen Luftkampf gegen acht britische Fliegerasse, von denen er noch zwei abschießen konnte. Zwischen August 1916 und November 1917 errang Böhme insgesamt 24 Luftsiege, wobei es sich in einem Fall nicht um einen Abschuss handelte; vielmehr konnte Böhme seinen Gegner zur Landung hinter den deutschen Linien zwingen. Einer seiner letzten Abschüsse gelang ihm am 31. Oktober 1917; es war eine S.E.5a, deren überlebender und gefangengenommener Pilot, der Neuseeländer William Harrison, von Böhme noch am selben Tag zum Kaffee in seinen Staffelstandort eingeladen wurde, ehe er in ein Gefangenenlager verbracht wurde.
Böhme wurde am 29. November 1917 in einem Luftkampf über Zonnebeke in Westflandern beim Luftkampf gegen eine zweisitzige Armstrong Whitworth F.K.8 brennend abgeschossen. Die Maschine gehörte zur No. 10 Squadron und wurde gesteuert von Captain John Arthur Pattern, die entscheidenden Schüsse wurden durch den Bordschützen Philip Wrey Leicester abgegeben, der offenbar den Benzintank von Böhmes Albatros D.Va traf. Mit Böhme starb der letzte Pilot der ersten Stunde der Jasta 2. Britische Soldaten bargen den verkohlten Leichnam aus dem Wrack und bestatteten ihn mit allen militärischen Ehren auf der Kriegsgräberstätte Keerselaarshoek nördlich von Eeklo. Nach Auflösung dieser Grabstätte in den 1950er Jahren soll nach unbestätigten Berichten eine Umbettung auf den Deutschen Soldatenfriedhof Langemark erfolgt sein.
Nach seinem 20. Luftsieg war Böhme die höchste preußische Auszeichnung, der Orden Pour le Mérite, verliehen worden. Der Orden erreichte ihn jedoch nicht mehr; er wurde ihm an seinem Todestag zugestellt. In seiner Geburtsstadt Holzminden wurde ihm zu Ehren am 28. Dezember 1934 durch Ratsbeschluss ein Teilstück der damaligen Straße „Jugendgarten“ in „Erwin-Böhme-Straße“ umbenannt.

## Privates

Die Silberhochzeit der Brünings, bei der Böhme seine spätere Verlobte kennenlernte. Die beiden befinden sich nebeneinander in der Bildmitte

Annamarie Brüning, Erwin Böhmes Verlobte

Böhme war im Rahmen seiner Arbeit für den Seilbahnbau in Afrika geschäftlich in Kontakt gekommen mit dem Unternehmer Heinrich Brüning, dem Besitzer des Sägewerks in Neu-Hornow. Der Stammsitz von dessen Firma befand sich in der Nähe von Eberswalde (Brandenburg); es war die Hubertusmühle, eine Sägemühle, in der das in Afrika geschlagene Zedernholz weiterverarbeitet wurde, um es dann der Bleistiftproduktion in Nürnberg zuzuführen. Aus der Geschäftsverbindung heraus entstand ein Briefwechsel mit Brüning und seiner Frau, der um 1914/15 zur Freundschaft wurde; bei gelegentlichen Besuchen lernte man sich auch persönlich kennen. Aus Anlass von Brünings Silberhochzeit am 20. Mai 1916 stattete Böhme dem Paar gemeinsam mit zwei Fliegerkameraden (einer davon sein eigener, später gefallener, Bruder Martin) einen überraschenden und spektakulären Besuch per Doppeldecker ab, mit dem sie direkt neben dem Brüningschen Anwesen landeten. Bei dieser Gelegenheit begegnete Böhme zum ersten Mal der ältesten Tochter der Brünings, Annamarie, die kurz zuvor eine Ausbildung in der Sozialen Frauenschule der Inneren Mission in Berlin und Wien absolviert hatte. Die beiden verliebten sich ineinander und begannen einen ausgiebigen Briefwechsel, der später unter dem Titel „Briefe eines deutschen Kampffliegers an ein junges Mädchen“ veröffentlicht wurde (s. u. Literatur; allerdings sind offenbar viele Briefe Annamaries verlorengegangen). Den Gepflogenheiten der damaligen Zeit entsprechend, siezten sich die beiden bis zu ihrer Verlobung, die fand erst Ende Oktober 1917 statt, vier Wochen vor Erwin Böhmes Absturz, nachdem die beiden zuvor kaum Gelegenheit gehabt hatten, einander zu sehen. Bei seinem Todesflug trug Erwin Böhme den letzten Brief seiner Braut in seiner Brusttasche; er wurde von britischen Soldaten geborgen und 1921 nach Deutschland zurückgesandt.